# Avril 1766
Cette page présente les faits marquants du mois d’avril 1766.

## Événements
- 9 avril, Russie : Béardé de l’Abbaye, docteur en droit d’Aix-la-Chapelle, remporte le prix sur la question proposée par la Société libre d’économie politique de Saint-Pétersbourg sur la suppression du servage et ses conséquences. Le concours, organisé à l’instigation secrète de Catherine II de Russie reçoit 162 mémoires[1].
- 11 avril[2] : le comte d’Aranda (1718-1798), chef du « parti aragonais », remplace Esquilache comme président du conseil de Castille (fin en 1773) et anime une politique de réforme du royaume.